# Khomas
Khomas (khoekhoegowab ǀhomasKlicklaut für Berg) ist eine der 14 Regionen von Namibia und die sogenannte Hauptstadtregion mit der namibischen Hauptstadt Windhoek. Khomas ist die zentrale Region Namibias und bildet zusammen mit Windhoek und den umliegenden bevölkerungsreichen Wahlkreisen, das politische, administrative sowie Bildungs-, Verkehrs- und Wirtschaftszentrum des Landes. Khomas umfasst mit einer Gesamtbevölkerung von über fast 495.000 (Stand 2023) Einwohnern etwa 16 Prozent der Bevölkerung Namibias und besitzt eine der relativ größten Bevölkerungsdichten des Landes.

## Geographie
Weite Gebiete von Khomas sind Teil des Khomashochlandes. Bedeutende Gebirgszüge sind die Auasberge und die Erosberge östlich und südöstlich von Windhoek. Der Daan-Viljoen-Wildpark im Nordwesten des Windhoeker Beckens ist ein beliebtes Ausflugsziel vieler Windhoeker.
In Khomas liegt die längste Höhle Namibias, die Arnhem-Höhle.

## Bevölkerung
Laut der Volkszählung 2011 sprechen 40,7 Prozent der Einwohner der Region Oshivambo als Hauptsprache. Es folgen Afrikaans mit 18,5 Prozent, Khoekhoegowab mit 11,7 und Otjiherero mit 9,6 Prozent. 2,6 Prozent der Einwohner nutzen Deutsch als Hauptsprache.

## Politik
Von 1992 bis einschließlich der Regionalratswahlen 2015 ging die SWAPO stets als klarer Sieger hervor. Die Partei gewann meist alle zehn Sitze im Regionalrat. Fünf Jahre später gingen sieben Sitze an die SWAPO und jeweils einer an die IPC, LPM und PDM.

### Wahlkreise

Wahlkreise in Khomas

Khomas gliedert sich in zehn Wahlkreise:
1. Katutura-Zentral
2. Katutura-Ost
3. Khomasdal
4. Moses ǁGaroëb
5. Samora Machel
6. John Alfons Pandeni (ehemals Soweto)
7. Tobias Hainyeko
8. Windhoek-Land
9. Windhoek-Ost
10. Windhoek-West